# Eyes of Eden
Eyes of Eden — німецький симфо-готик-метал-гурт із міста Дортмунда, що був утворений польським музикантом Вальдемаром Сорихтом в 2005 році. Першочергово для вокалу Сорихта вибрав Сандру Шлерет, але через її стан здоров'я вона не змогла закінчити роботу над альбомом. В тому ж році вокалісткою гурту стала 20-річна Франциска Хут. Дебютний альбом «Faith» вийшов 20 серпня 2007 в Європі та 6 листопада в США та Канаді.

## Склад
Теперішній колектив
- Франциска Хут – вокал
- Вальдемар Сорихта – електрогітара
- Алла Фединич – бас-гітара
- Том Дінер – ударні

Колишні учасники
- Сандра Шлерет – вокал
- Міка Карппінен – ударні

## Дискографія
Студійні альбоми
- Faith (2007)[3]